# Via Etnea
La Via Etnea es la calle principal del centro histórico de Catania, Italia. Discurre en dirección sur-norte, tiene un trazado rectilíneo y una longitud de unos tres kilómetros. Va desde la Piazza del Duomo hasta el Tondo Gioeni.

## Historia
La Via Etnea se creó a finales del siglo XVII, tras el desastroso terremoto del 11 de enero de 1693. Esta catástrofe arrasó casi totalmente la ciudad de Catania y bajo los escombros fallecieron dos tercios de sus habitantes. El duque de Camastra, enviado por el virrey con el mandato de supervisar la reconstrucción de la ciudad, decidió trazar las nuevas calles siguiendo un esquema ortogonal y partió de la Catedral de Catania, que era uno de los pocos edificios que no habían sido destruidos completamente. Se creó así una calle que se dirigía desde la catedral hacia el Etna y una calle que la cruzaba perpendicularmente con dirección este-oeste. Surgió así la actual Via Etnea.
La calle se llamó originalmente Via Duca di Uzeda en honor al virrey de la época. Con el paso de los siglos su nombre se cambió a Via Stesicorea y finalmente al actual de Via Etnea debido a que se dirige hacia el Etna. La calle tenía entonces una longitud de unos setecientos metros y terminaba en la actual Piazza Stesicoro, entonces llamada Porta di Aci. Aquí se situaba una de las puertas de la ciudad de Catania. La calle perpendicular, llamada actualmente Via Vittorio Emanuele, se llamó originalmente Via Lanza y posteriormente Corso, para cambiar posteriormente a su nombre actual durante el siglo XIX.
A lo largo de las dos calles se construyeron edificios de estilo barroco siciliano, diseñados por los arquitectos Giovan Battista Vaccarini y Francesco Battaglia. A lo largo de la Via Etnea se edificaron siete iglesias que partiendo de la catedral, situada en la Piazza Duomo, eran la Basílica de la Colegiata, la Iglesia de los Minoriti, la Iglesia de San Biagio, la Iglesia del Santísimo Sacramento, la Iglesia de Sant'Agata al Borgo y la Iglesia de la Badiella. A lo largo de su recorrido se construyeron asimismo muchos palacios nobiliarios y edificios públicos. Partiendo de la Piazza Duomo, nos encontramos con el Palazzo degli Elefanti, sede del ayuntamiento, el Palazzo dell'Università y el Palazzo San Giuliano. Posteriormente se sitúan el Palazzo Gioeni y el Palazzo San Demetrio, en los Quattro Canti. En la Piazza Stesicoro se encuentran el Palazzo del Toscano y el Palazzo Tezzano. Continuando se observa el Palazzo delle Poste y la entrada principal de la Villa Bellini.
En el curso del siglo XX, la calle se prolongó hasta la Piazza Cavour, il Borgo para los cataneses, donde se encuentra la Fuente de Ceres de mármol de Carrara, conocida por los viejos cataneses como 'a tapallara por la diosa Palas, y posteriormente hasta el Tondo Gioeni, donde en los años cincuenta del siglo XX se construyó la entonces circunvalación de Catania. Entre 1915 y 1934 la calle albergó las vías del Tranvía Catania-Acireale.

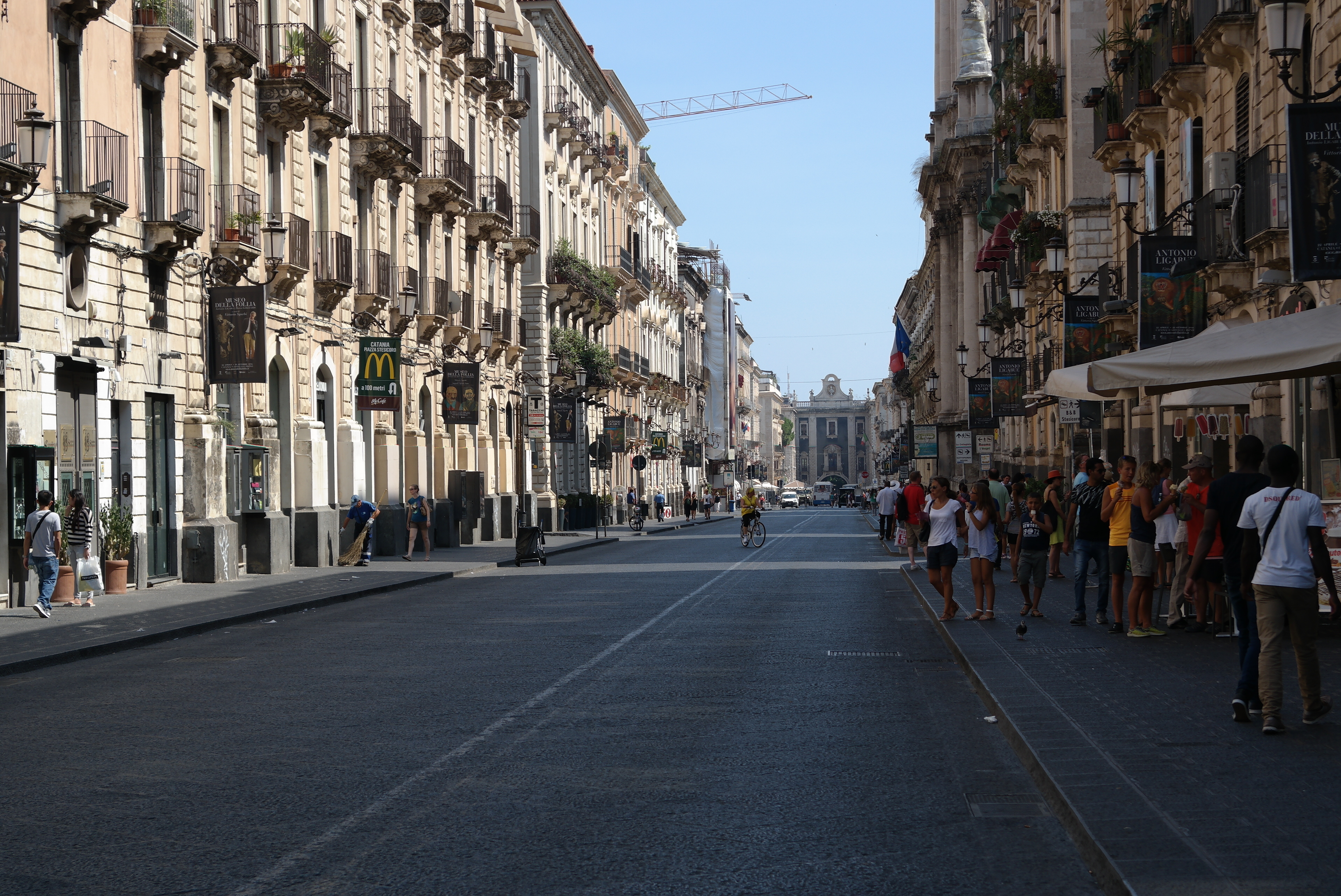
La Via Etnea.

La calle ha sido repavimentada recientemente con pavimento de piedra volcánica del Etna, y es actualmente una calle peatonal en el tramo que va de la Piazza del Duomo hasta los Quattro Canti. En el tramo que va desde los Quattro Canti hasta el Giardino Bellini solo la pueden recorrer medios públicos y taxis. Es la principal calle de tiendas y una de las calles más frecuentadas de la ciudad tanto de día como por las horas nocturnas. En las calles de los alrededores hay un centenar de locales entre restaurantes, cervecerías, pubs y pizzerías.